# Collin Gillespie

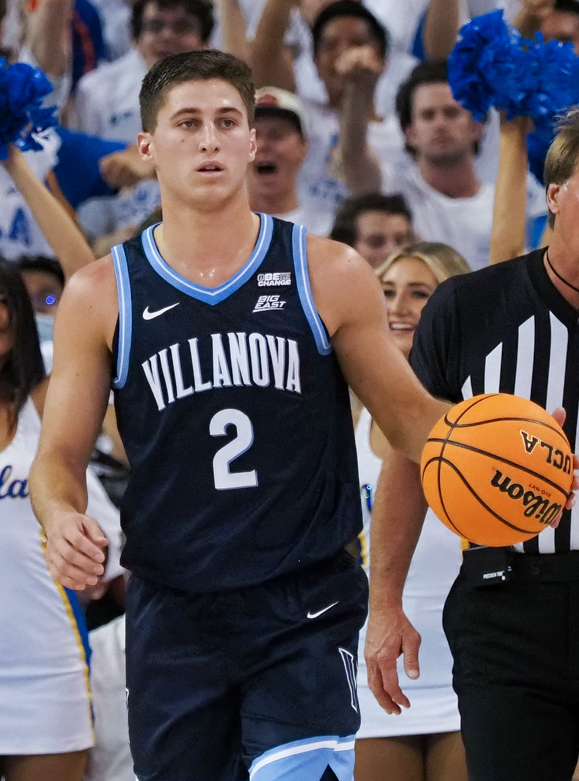
Collin Gillespie, 2021.

Collin Gillespie, född 25 juni 1999 i Philadelphia i Pennsylvania, är en amerikansk professionell basketspelare (PG) som spelar för Phoenix Suns i National Basketball Association (NBA). Han har tidigare spelat för Denver Nuggets.
Gillespie var med om att vinna NBA-mästerskapet, tillsammans med Denver Nuggets, för säsongen 2022–2023.
Han blev aldrig NBA-draftad.
Innan Gillespie blev proffs studerade han vid Villanova University och spelade för deras idrottsförening Villanova Wildcats.